# 三色筍螺
三色筍螺（学名：Terebra tricolor）为筍螺科?筍螺屬下的一个种。